# Слепород (Оржицкий район)
Слепород (укр. Сліпорід) — село,
Черевковский сельский совет, Оржицкий район, Полтавская область, Украина.
Население по переписи 2001 года составляло 53 человека.

## Географическое положение
Село Слепород находится на правом берегу реки Слепород, выше по течению на расстоянии в 1 км расположено село Приймовщина, ниже по течению на расстоянии в 1,5 км расположено село Заречье, на противоположном берегу — село Черевки.

## История
Село указано на специальной карте Западной части России Шуберта 1826—1840 годов как хутора Слепородские